# Annecy
Annecy este un oraș în Franța, prefectura departamentului Haute-Savoie, în regiunea Ron-Alpi. 

## Monumente
Castelul din Annecy face parte din moștenirea arheologică a regiunii. Are 4 mari turnuri: Turnul Perierre domină lacul, Turnurile St. Paul și St. Peter domină orașul. Cel mai impozant și cel mai vechi (secolul al XII-lea) este Turnul Reginei. Zidurile de apărare reprezintă un exemplu de arhitectură militară care permit privitorului să își imagineze aspectul castelului înainte de amplasarea altor construcții între turnuri. 

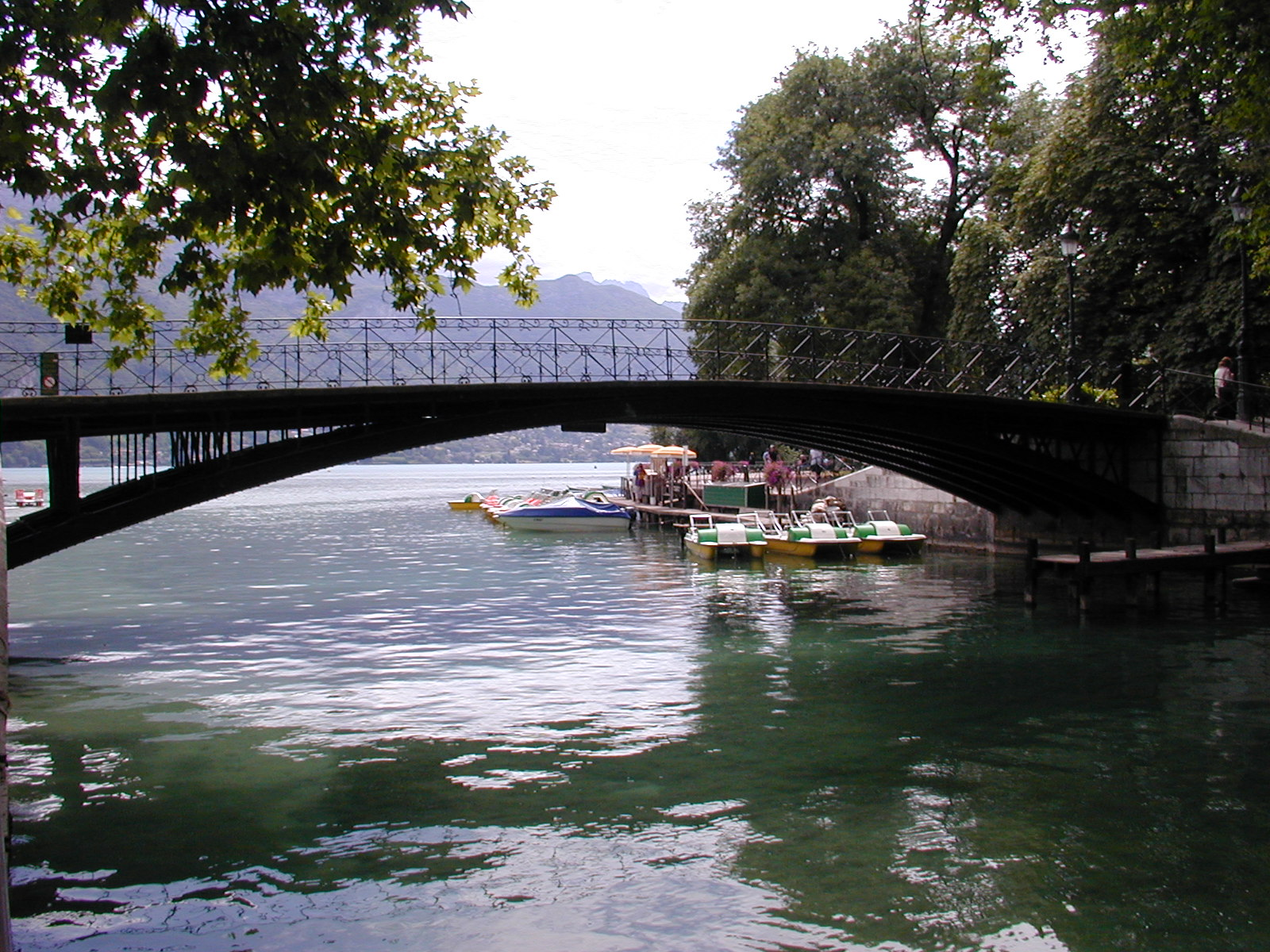
Podul Îndrăgostiţilor

Interiorul castelului - succesiunea de construcții ridicate în perioade diferite poate fi admirată din curtea interioară. Pe partea stângă se află: clădirea Nemours, construită în 1545 de către Charlotte de Orleans, Ducesa de Genevois-Nemours; Vechea Clădire, ce datează din vremea Contesei de Geneva, secolul al XIV-lea; Noua Clădire, ridicată în 1571, încheie șirul construcțiilor de pe stânga. Pe dreapta se afla: Turnul și Clădirea Perrier, realizate în 1445 de Amedee VIII, primul duce de Savoia.

## Personalități
- Robert de Geneva (1342 - 1394), cunoscut ca antipapa Clement al VII-lea;
- Christophe Lemaitre (n. 1990), atlet francez.

## Galerie de imagini

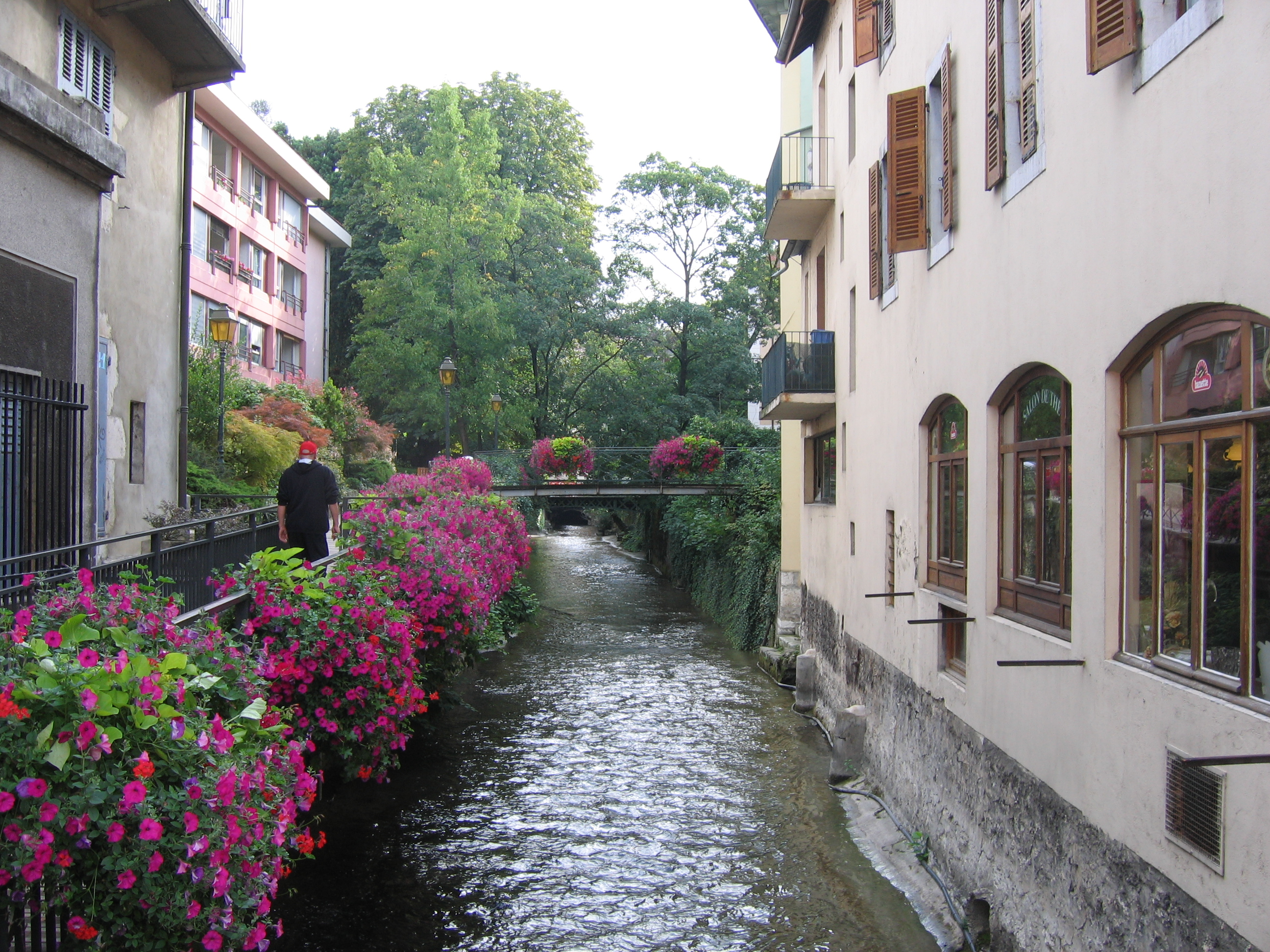
Annecy